# Уэйкский пастушок
Уэйкский пастушо́к (лат. Hypotaenidia wakensis) — вымерший вид птиц из семейства пастушковых (Rallidae). Относился к роду Hypotaenidia. Уэйкский пастушок был нелетающей птицей, единственным представителем местных наземных птиц на тихоокеанском атолле Уэйк. Был описан Лайонелом Уолтером Ротшильдом в 1903 году, его наблюдал орнитолог Александр Ветмор в 1923 году, и был полностью истреблен во время Второй мировой войны.

## Описание
Длина тела до 22 см, размах крыла 8,5—10 см, длина хвоста 4,5 см. Верхняя часть тела была темно-серовато-коричневого цвета, а нижняя — пепельно-коричневая с яркими узкими белыми полосами на животе, груди и боках. Верхняя часть горла и подбородок были беловатыми. Серая надбровная дуга тянулась от подбородка над глазами к клюву. Клюв, ноги и ступни имели коричневый оттенок. Уэйкский пастушок генетически был связан с Полосатым пастушком (Hypotaenidia philippensis) и также вымершим Ровианским пастушком(Roviana rail).
Уэйкский пастушок селился на кустарниках Cordia subcordata, который также называют пляжной кордией, морской трубой или керосиновым деревом, и питался моллюсками, насекомыми, червями и семенами, которые он находил, выкапывая листья и почву своим клювом. Поскольку в его среде обитания не было естественного источника пресной воды, предполагается, что птица могла обходиться без питья.  Природными врагами птенцов были крабы-отшельники (Coenobita) и полинезийские крысы (Rattus exulans).

## Ареал
Обитал на атолле Уэйка, а именно на двух островах атолла- на острове Уэйк и на соседнем мелком островке Уилкс, однако не был найден на третьем островке атолла Пил, который отделен от остальных проливом около 100 метров.

## Вымирание
Неспособность летать и географическая изоляция атолла в сочетании с птичьей любознательностью и отсутствием страха перед людьми сделали его легкой жертвой чрезмерной охоты. Известно, что вымирание произошло именно между 1942 и 1945 годами в результате присутствия тысяч голодающих японских солдат, застрявших на острове после блокады острова США. Японцы вторглись на остров Уэйк в декабре 1941 года. Кроме того была разрушена среда обитания птицы в результате военных столкновений и обширных воздушных бомбардировок японцами и США во время Второй мировой войны.